# Carl Lindström
Carl Lindström, född 26 juni 1869 (enligt vissa uppgifter 1867) i Södertälje, död 29 december 1932 i Berlin, var en svensk tekniker och företagare verksam i Tyskland.
Lindström, som var son till en vagnmakare, lyckades trots bristande formell teknisk utbildning 1896 grunda en fabrik i Berlin för tillverkning av fonografer. Själva fabriken hette Mechanische Werkstätten für Musik und Sprache men höll sig med de mer slagkraftiga varumärkesnamnen Puck och Lyra. Maskinerna var tekniskt enkla, billiga och undvek att inkräkta på andra befintliga patent. De blev därför snabbt stora försäljningsframgångar både i Tyskland och på exportmarknaden.
I början av 1900-talet inriktade Lindström i stället sitt intresse mot fonografens efterföljare grammofonen och började producera skivspelare under märket Parlophon (från 1911 producerades även skivor under detta namn). Samtidigt ombildades själva företaget 1907 till Carl Lindström AG och började köpa upp ett stort antal mindre tyska skivtillverkare, däribland Beka och Odeon. Man förvärvade även skivpresserier i andra länder inom och utom Europa (inte minst Sydamerika) samt knöt kontakter med skivbolag i andra länder, däribland amerikanska Okeh.
1906 producerade Carl Lindström AG 150 000 grammofoner årligen och hade runt 3 000 anställda. Som ett kuriosum kan nämnas att en av dessa anställda var Felice Bauer, fästmö till Franz Kafka.

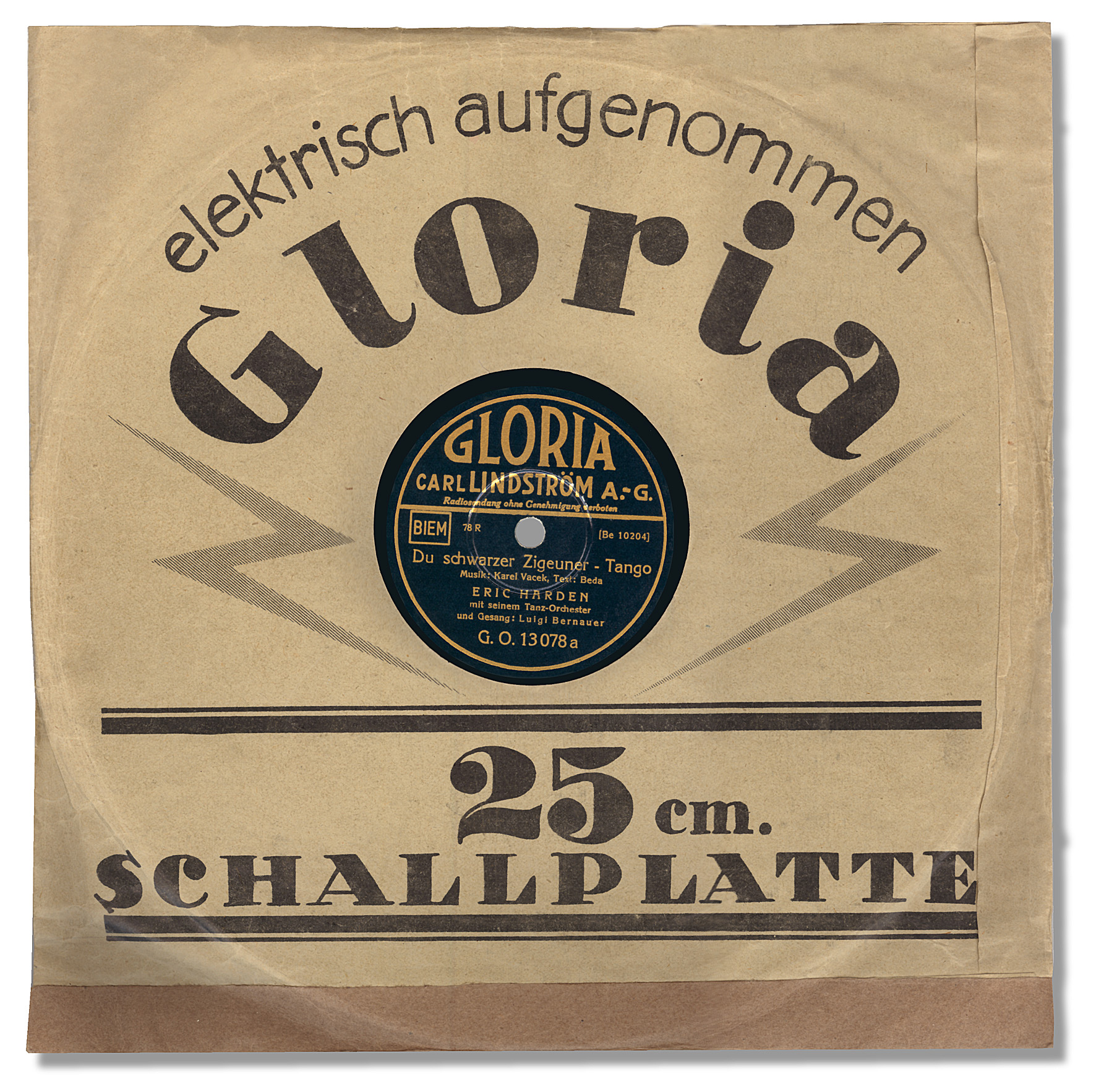
"Gloria" var ett av Lindströms många olika skivmärken.

Många av Lindströms skivmärken var mycket stora på den svenska skivmarknaden under 78-varvareran och företaget hade minst ett märke riktat enbart mot svensk publik: Ekophon. Trots att mängder av kända artister från hela världen spelade in för Lindströms skivmärken var hans eget intresse för musik begränsat. En av Odeons grundare, Max Straus, beskrev honom rentav som "omusikalisk och med dålig hörsel". Lindströms intresse och talanger var i stället som tekniker och affärsman. 

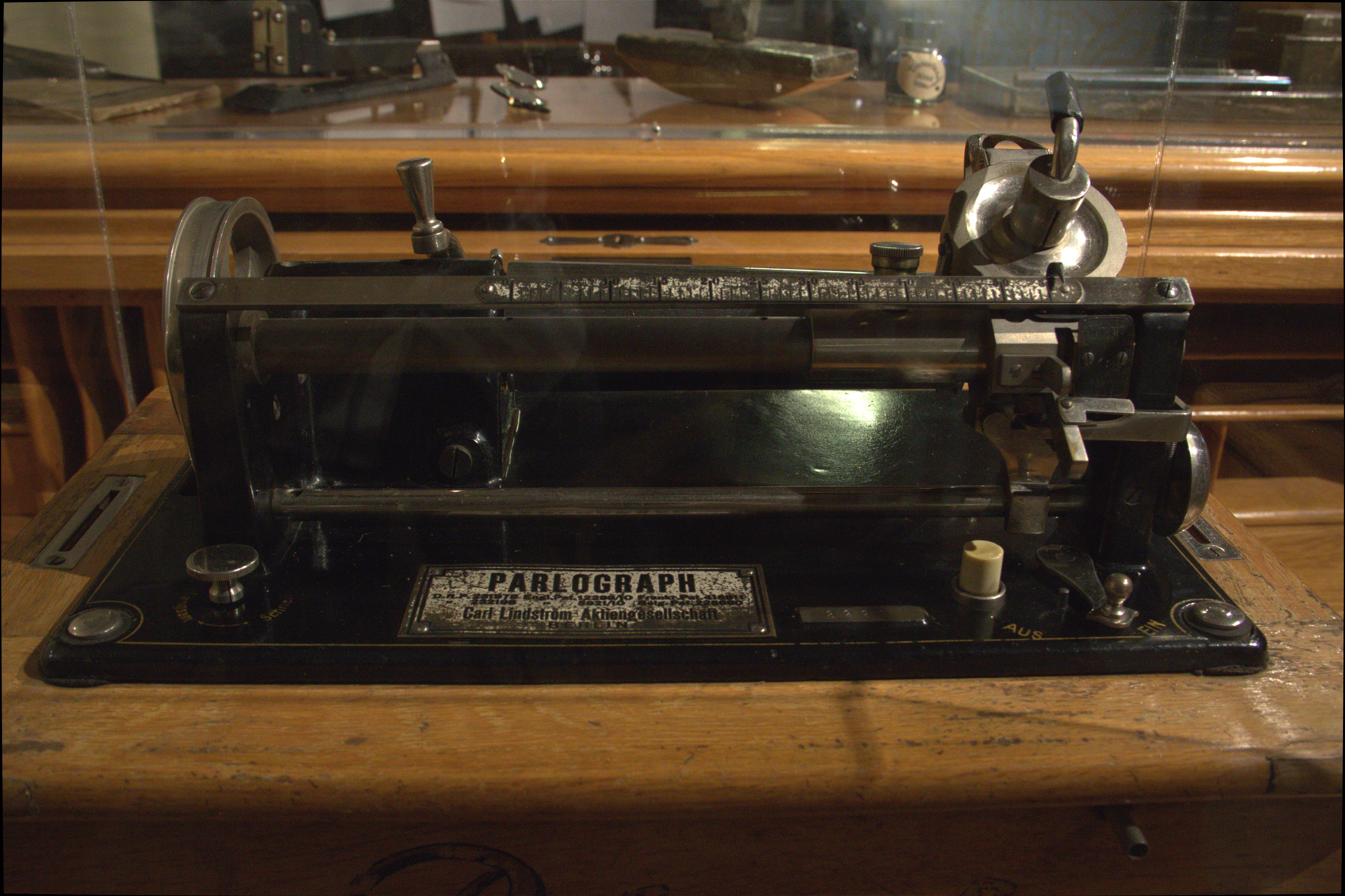
Parlograph, Carl Lindström AG, Berlin, 1910s

Utöver skivor och grammofoner tillverkade Carl Lindström AG även en framgångsrik eldriven diktafon kallad Parlograph.
Lindström själv drog sig tillbaka från det blomstrande företaget 1921. Fem år senare köptes Lindström AG upp av Columbia som sedermera i sin tur blev en del av musikkoncernen EMI inom vilken ett antal av Lindströms gamla varumärken lever kvar.
Carl Lindström avled 1932 och begravdes på den evangeliska Laurentiuskyrkogården i Berlinstadsdelen Köpenick.